# Монмансон
Монмансо́н (фр. Montmançon) — коммуна во Франции, находится в регионе Бургундия. Департамент коммуны — Кот-д’Ор. Входит в состав кантона Понтайе-сюр-Сон. Округ коммуны — Дижон.
Код INSEE коммуны — 21437.

## Население
Население коммуны на 2010 год составляло 227 человек.
| 1962 | 1968 | 1975 | 1982 | 1990 | 1999 | 2010 |
| ---- | ---- | ---- | ---- | ---- | ---- | ---- |
| 120  | 110  | 97   | 144  | 164  | 159  | 227  |

## Экономика
В 2010 году среди 147 человек трудоспособного возраста (15—64 лет) 115 были экономически активными, 32 — неактивными (показатель активности — 78,2 %, в 1999 году было 66,0 %). Из 115 активных жителей работали 102 человека (54 мужчины и 48 женщин), безработных было 13 (5 мужчин и 8 женщин). Среди 32 неактивных 3 человека были учениками или студентами, 18 — пенсионерами, 11 были неактивными по другим причинам.